# Wahroonga, New South Wales
Wahroonga este o suburbie în Sydney, Australia.